# Simplicistilus tanuekes
Simplicistilus tanuekes är en spindelart som beskrevs av George Hazelwood Locket 1968. Simplicistilus tanuekes ingår i släktet Simplicistilus och familjen täckvävarspindlar. Inga underarter finns listade i Catalogue of Life.